# لئونارد مودی
لئونارد مودی (انگلیسی: Leonard Mudie؛ ۱۱ آوریل ۱۸۸۲ – ۱۴ آوریل ۱۹۶۵) یک هنرپیشه اهل بریتانیا بود. وی بین سال‌های ۱۹۰۸ تا ۱۹۶۵ میلادی فعالیت می‌کرد.
از فیلم‌ها یا برنامه‌های تلویزیونی که وی در آن نقش داشته است می‌توان به روشنی‌های صحنه، بکی شارپ، پیروزی سیاه، مومیایی، کلئوپاترا، خانه روتشیلت، زنده‌باد ویا!، ماری ملکه اسکاتلند و کلایو هند اشاره کرد.